# Zandmaas
De Zandmaas is het deel van de rivier de Maas vanaf Rijkel in de gemeente Beesel, tot aan 's-Hertogenbosch. De Zandmaas ligt ten noorden van de Grindmaas.

## Maaswerken
Het project De Maaswerken neemt zowel de Zandmaas als de Grensmaas op de schop. De Maaswerken hebben als voornaamste doel hoogwaterproblemen langs de Maas voorkomen. Nevengeschikte doelen zijn natuurontwikkeling en verbetering van de vaarroute.
Zandmaas pakket I richt zich met name op hoogwaterbescherming. Zandmaas pakket II op de combinatie van natuurontwikkeling en hoogwaterbescherming. De projectperiode van Zandmaas II is 2007-2015.